# Xcel Energy
Xcel Energy ist ein US-amerikanisches Unternehmen mit Firmensitz in Minneapolis, Minnesota. Das Unternehmen ist im Aktienindex S&P 500 gelistet. Das Unternehmen entstand 1998 aus der Fusion von Northern States Power in Minnesota, Northern States Power in Wisconsin und New Century Energies. Xcel Energy Hauptgeschäftsfelder sind die Produktion und der Verkauf von Strom sowie Erdgas. 
Zu Xcel Energy gehören folgende Tochterunternehmen:
- Northern States Power Company Minnesota
- Northern States Power Company Wisconsin
- Public Service Company of Colorado
- Southwestern Public Service Company
- Xcel Energy Services Inc.

Am 21. Januar 2005 gab Xcel Energy bekannt, seinen Geschäftsbereich Cheyenne (Wyoming) Light, Fuel & Power electricity an natural gas an das Unternehmen Black Hills Corporation verkauft zu haben. Xcel Energy ist Strom- und Erdgasanbieter in den US-amerikanischen Bundesstaaten Colorado, Michigan, Minnesota, New Mexico, North Dakota, South Dakota, Texas und Wisconsin.

## Kraftwerke
Im Besitz befinden sich insgesamt 71 Kraftwerke mit einer Kapazität von 16.042 MW, davon 18 Kohlekraftwerke, 17 Gaskraftwerke und 27 Wasserkraftwerke. Neun Prozent der erzeugten Energie wurden 2007 durch Erneuerbare Energie gewonnen, davon entfiel auf Windenergie 2700 MW, ein Wert, der bis zum Jahr 2020 auf 7400 MW erhöht werden soll. Weiterhin gehören die zwei Kernkraftwerke Monticello und Prairie Island zu dem Unternehmen.